# Харнер, Джейсон Батлер
Дже́йсон То́мас Ба́тлер Ха́рнер (англ. Jason Thomas Butler Harner; род. 9 октября 1970 года, Элмайра, Нью-Йорк, США) — американский актёр, известный по ролям Роя Питти в сериале «Озарк» и Уорика Штрауса в сериале «Рэй Донован», а также по ролям в фильмах «Воздушный маршалл» и «Подмена».

## Биография
Харнер родился в небольшом городе Элмайра, штат Нью-Йорк, но вырос на севере Вирджинии. В школе был президентом школьного драмкружка, однако не выступал на сцене, занимаясь постройкой декораций. По словам актёра, он был очень замкнутым человеком, но благодаря поступлению на театральную программу Университета Содружества Вирджинии, а позже и выступлениям на сцене перед многотысячной аудиторией, например, в главной роли в постановке пьесы «Воспоминания о Брайтон-Бич», он стал более уверенным и понял, что хочет чаще выступать на сцене.
В начале 2000-х Харнер переехал в Нью-Йорк, о чём мечтал давно, но первый переезд отложился из-за приглашения на обучение в театр Луисвилла. В Нью-Йорке он продолжал работать в театре, а также подрабатывал телефонным оператором и клерком в отеле Hilton. Позже он поступил в Школу Искусств Тиш на актёрскую программу, где столкнулся с финансовыми трудностями, но всё же получил степень магистра изящных искусств.

## Карьера
Начиная с 2000 года Харнер снимался в эпизодических ролях в таких сериалах, как «Закон и порядок» и «Королева экрана». Его первой значительной ролью стала роль Гордона Норткотта в фильме Клинта Иствуда «Подмена». После этого были роли в фильме «Воздушный маршалл» и в сериалах «Черный список» и «Родина».
В 2015 году актёр сыграл Уорика Штраусса в третьем сезоне сериала «Рэй Донован», а в 2017 году получил одну из главных ролей в сериале «Озарк», где снимался с 2017 по 2018 год.
В 2022 году Харнер исполнил повторяющиеся роли в сериалах «Ходячие мертвецы» и «Рассказ служанки», а в 2023 году в сериалах «Кроличья нора» и «Шугар».
В 2025 году было объявлено, что Харнер появится в четвёртом сезоне сериала «Линкольн для адвоката» в роли детектива Дракера.

## Избранная фильмография

### Кино
| Год  |   | Русское название             | Оригинальное название    | Роль                    |
| ---- | - | ---------------------------- | ------------------------ | ----------------------- |
| 2006 | ф | Ложное искушение             | The Good Shepherd        | офицер телекоммуникаций |
| 2007 | ф | Пророк                       | Next                     | Джефф Байнс             |
| 2008 | ф | Подмена                      | Changeling               | Гордон Норткотт         |
| 2009 | ф | Опасные пассажиры поезда 123 | The Taking of Pelham 123 | мистер Томас            |
| 2010 | ф | ЭкстраМен                    | The Extra Man            | Отто Беллман            |
| 2010 | ф | Ирландец                     | Kill the Irishman        | Арт Снеперджер          |
| 2011 | ф | Лужайка                      | The Green                | Майкл                   |
| 2014 | ф | Воздушный маршалл            | Non-Stop                 | Кайл Райс               |
| 2015 | ф | Кибер                        | Blackhat                 | Джордж Рейнкер          |
| 2015 | ф | Семейка Фэнг                 | The Family Fang          | молодой Калеб           |

### Телевидение
| Год          |   | Русское название                      | Оригинальное название             | Роль                      |
| ------------ | - | ------------------------------------- | --------------------------------- | ------------------------- |
| 2002—2009    | с | Закон и порядок                       | Law & Order                       | Бернард Ноа / Нэйтан Ривз |
| 2002         | с | Закон и порядок. Преступное намерение | Law & Order: Criminal Intent      | Боб                       |
| 2004         | с | Королева экрана                       | Hope & Faith                      | Донни Фулер               |
| 2006         | с | Закон и порядок: Спецкорпус           | Law & Order: Special Victims Unit | Грег Хартли               |
| 2006         | с | Ищейка                                | The Closer                        | Сэмми Роули               |
| 2008         | с | Лунный свет                           | Moonlight                         | Лэнс                      |
| 2008         | с | Грань                                 | Fringe                            | Ричард Стиг               |
| 2008         | с | Джон Адамс                            | John Adams                        | Оливер Уолкотт мл.        |
| 2009         | с | Милосердие                            | Mercy                             | Mercy                     |
| 2009         | с | Хорошая жена                          | The Good Wife                     | Уильям Эриксон            |
| 2010         | с | C.S.I.: Место преступления            | CSI: Crime Scene Investigation    | Дэниел Мур                |
| 2011         | с | Преследование                         | Chase                             | Дэвид Боттнер             |
| 2012         | с | Алькатрас                             | Alcatraz                          | Уорден И. Б. Тиллер       |
| 2012         | с | Служба новостей                       | The Newsroom                      | Льюис                     |
| 2013         | с | Родина                                | Homeland                          | Пол Франклин              |
| 2013         | с | Измена                                | Betrayal                          | Зарек                     |
| 2014         | с | Черный список                         | The Blacklist                     | Уолтер Гэри Мартин        |
| 2015         | с | Рэй Донован                           | Ray Donovan                       | Уорик Штраусс             |
| 2015         | с | Скандал                               | Scandal                           | Ян МакКлауд (Вудс)        |
| 2016         | с | Колония                               | Colony                            | Дэвид                     |
| 2017         | с | Это мы                                | This Is Us                        | член АА                   |
| 2017         | с | Элементарно                           | Elementary                        | Баллард Клифтон           |
| 2017—2018    | с | Озарк                                 | Ozark                             | Рой Питти                 |
| 2018         | с | Кайф с доставкой                      | High Maintenance                  | Майкл                     |
| 2020         | с | Следующий                             | Next                              | Тэд Леблан                |
| 2022         | с | Рассказ служанки                      | The Handmaid’s Tale               | коммандер Маккензи        |
| 2022         | с | Ходячие мертвецы                      | The Walking Dead                  | Тоби Карлсон              |
| 2023         | с | Кроличья нора                         | Rabbit Hole                       | Вэйленс                   |
| 2024         | с | Подрезанные                           | Clipped                           | Гленн Бантинг             |
| 2024         | с | Монстры                               | Monsters                          | детектив Лэс Зеллер       |
| 2024 — н. в. | с | Шугар                                 | Sugar                             | Генри Торп                |